# Taizo (cràter)
El cràter Taizo és una petita depressió situada a la cara visible de la Lluna, a l'extrem sud de la Rima Hadley. Al costat del cràter es troben altres formacions similars: Carlos i Béla (al nord); i Jomo (al sud-est).

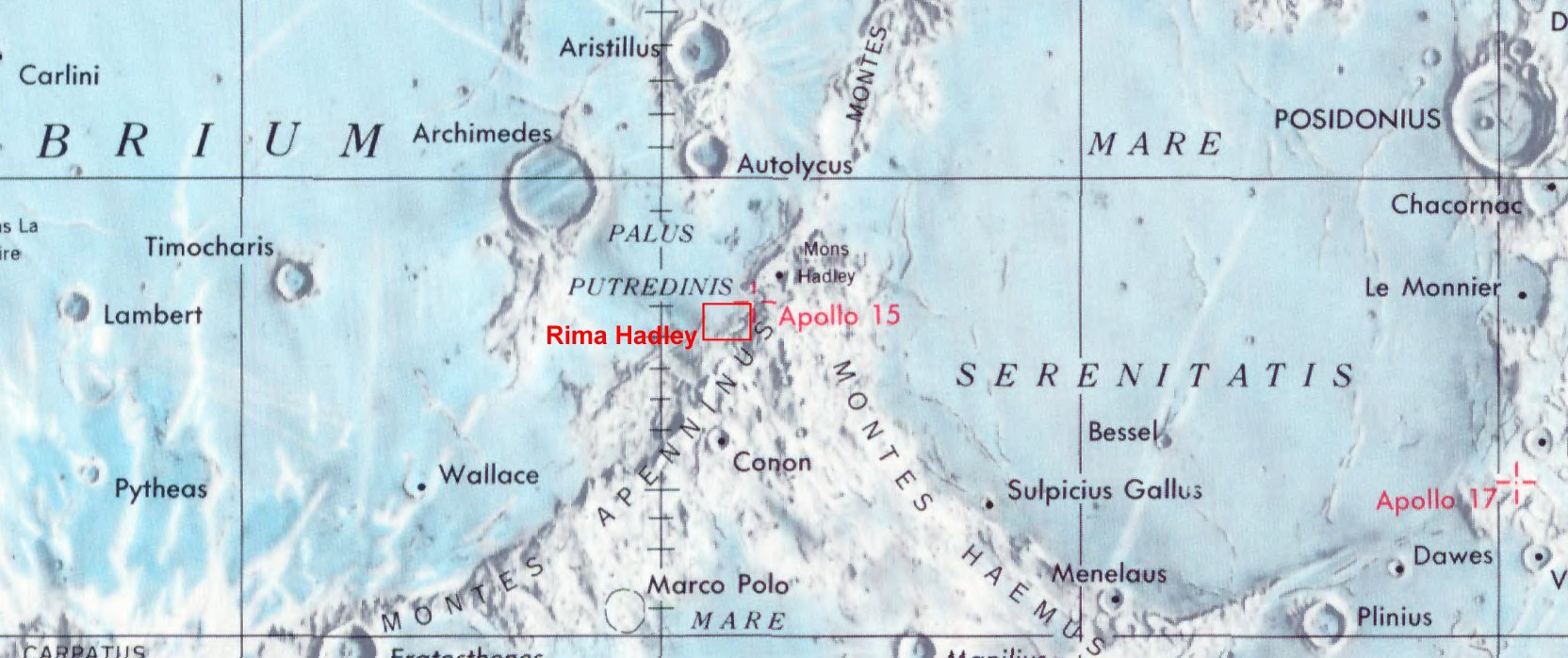
Localització de la Rima Hadley (centre de la imatge)
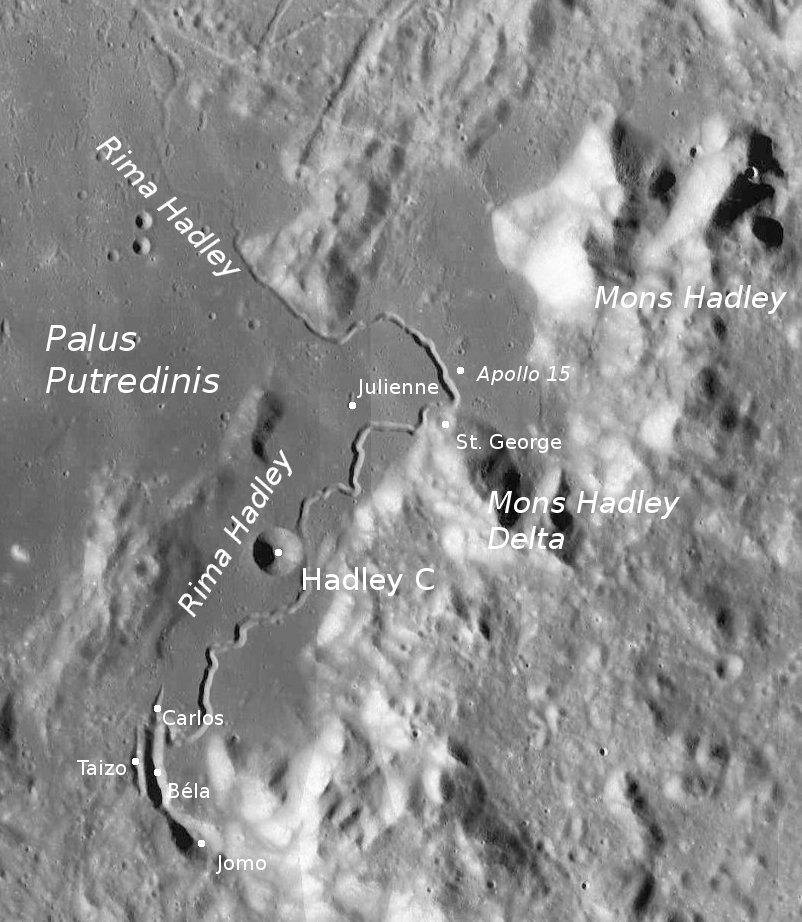
Localització del cràter Taizo, a la part inferior esquerra de la Rima Hadley (fotografia de la LRO)

Té una forma allargada, sensiblement paral·lela al contorn de Béla pel seu costat oest. La seva naturalesa no està completament clara. És possible que el cràter Taizo, juntament amb els seus veïns enumerats anteriorment, sigui només un segment corb d'una estructura circular més gran.

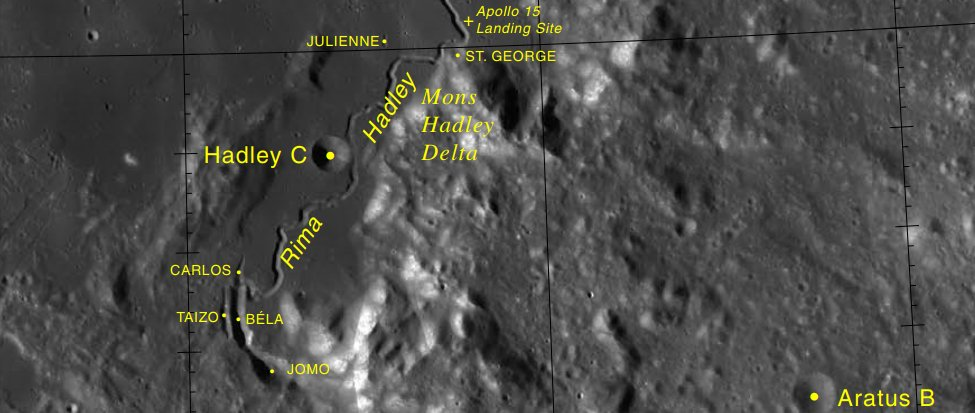
Cràters propers a la Rima Hadley (Taizo es troba a la part inferior esquerra)

Quatre dels cràters propers a la Rima Hadley posseeixen noms oficials, que procedeixen d'anotacions originals no oficials utilitzades en el full 41B4/S3 de la sèrie de mapes del Lunar Topophotomap de la NASA. La designació va ser adoptada per la UAI el 1976.